# Karel Malý
Karel Malý (* 26. října 1930, Mnichovo Hradiště) je český právník v oboru právních dějin a bývalý rektor Univerzity Karlovy v Praze. Ve své profesní kariéře se specializuje na české a československé právní dějiny, úzce pak na dobu předbělohorskou.

## Profesní život
Vystudoval Právnickou fakultu UK v Praze a po dokončení studií v roce 1954 se stal asistentem na katedře teorie a dějin státu a práva, v roce 1957 odborným asistentem tamtéž. V roce 1965 byl jmenován docentem a v roce 1985 získal titul doktora práv.
V roce 1990 byl jmenován profesorem právních dějin na Univerzitě Karlově. V období 1990–1993 předsedal Radě vysokých škol. Také působil jako předseda České komise pro vědecké hodnosti. Je vedoucím Centra právněhistorických studií Historického ústavu Akademie věd ČR a Právnické fakulty UK a předsedou redakční rady Právněhistorických studií. Na Právnické fakultě UK je členem Ústavu právních dějin, který v minulosti vedl.
V letech 1990 až 1994 zastával funkci prorektora Univerzity Karlovy. V roce 1993 zvítězil ve volbách na post rektora nad tehdejším děkanem 3. LF UK prof. Cyrilem Höschlem a od 1. února 1994 se stal na dvě funkční období (do roku 1999) 505. rektorem Univerzity Karlovy.
V letech 1961 až 1968 byl členem Komunistické strany Československa. Poté již nikdy nevstoupil do žádné politické strany.

## Osobní život
Je ženatý, jeho jediný syn Petr Malý je profesorem na MFF UK, odborně zaměřen na časově rozlišenou spektroskopii.

## Další aktivity
Byl členem dozorčí rady Komerční banky a společnosti MAFRA, a. s.

## Ocenění
- 1997 – Velký zlatý čestný odznak za zásluhy o Rakouskou republiku
- 2006 – čestný občan města Poděbrad
- 2010 – právnická síň slávy
- 2022 – Papežský rytířský řád sv. Řehoře Velikého[1]